# Dersekow

Situation de Dersekow dans l'arrondissement de Poméranie-Occidentale-Greifswald

Dersekow est une commune d'Allemagne située dans l'arrondissement de Poméranie-Occidentale-Greifswald du Land de Mecklembourg-Poméranie-Occidentale.

## Histoire
Dersekow a été mentionné pour la première fois dans un document officiel en 1218.

## Municipalité
Appartiennent à la commune, les villages de Dersekow, Dersekow Hof, Alt Pansow (connu pour son manoir construit vers 1900), Friedrichsfelde, Klein Zastrow (connu pour son château de Klein Zastrow), Neu Pansow et Subzow (connu pour son manoir construit en 1912).